# Sérgio Sano
Sérgio Sano (18 de enero de 1963) es un deportista brasileño que compitió en judo. Ganó una medalla en los Juegos Panamericanos de 1983 y dos medallas en el Campeonato Panamericano de Judo, en los años 1982 y 1984.

## Palmarés internacional
| Juegos Panamericanos    | Juegos Panamericanos      | Juegos Panamericanos | Juegos Panamericanos |
| Año                     | Lugar                     | Medalla              | Categoría            |
| ----------------------- | ------------------------- | -------------------- | -------------------- |
| 1983                    | Caracas (Venezuela)       | Medalla de bronce    | –65 kg               |
| Campeonato Panamericano |                           |                      |                      |
| Año                     | Lugar                     | Medalla              | Categoría            |
| 1982                    | Santiago de Chile (Chile) | Medalla de bronce    | –65 kg               |
| 1984                    | Ciudad de México (México) | Medalla de plata     | –65 kg               |